# اچ‌اس‌دابلیوام‌اس بلوس (ای۲۱۴)
اچ‌اس‌دابلیوام‌اس بلوس (ای۲۱۴) (به انگلیسی: HSwMS Belos (A214)) یک کشتی است که طول آن 104.9m می‌باشد. این کشتی در سال ۱۹۸۵ ساخته شد.